# Bruno Wersig
Bruno Wersig (* 15. Februar 1882 in Altwasser, Schlesien; † 13. Juli 1970 in Landau an der Isar) war ein deutscher Maler und Radierer, der seine Begeisterung über die Natur in seinen Bildern idealisiert darstellte.

## Leben und Wirken
Wersig hat einige Zeit als Jünger Karl Wilhelm Diefenbachs auf Capri gelebt, dessen Lebensreform-Philosophie sein weiteres Leben und seine Kunst nachhaltig beeinflussten. Ebenso finden sich Hinweise einer Freundschaft zu Edmund Steppes über die gemeinsame Bekanntschaft zur Tochter Diefenbachs, Stella von Spaun. Steppes selbst hielt später allerdings Distanz zu den radikalen Naturlehren und beschränkte sich ausschließlich bei deren Mystifizierung auf seine Werke.
Wersig beendete sein in Leipzig begonnenes Studium an der Kunstakademie Jahre später, mit Hilfe eines Stipendiums, an der Akademie der Bildenden Künste München und begann in einem kleinen Atelier im Herzen Schwabings mit seiner Malerei. Er lebte zunächst ein bürgerliches Leben und gründete eine Familie, konnte aber zunehmend weniger seine Lebensanschauungen damit vereinbaren. Letztlich scheiterte er sowohl als Künstler, als auch als Familienoberhaupt und zog sich im Alter von 53 Jahren in ein einfaches Leben am Waginger See zurück. 1961 holte seine Tochter Hildegard ihn in ihre Familie, wo er bis zu seinem Tod 1970 blieb.

### Kindheit, Lehr- und Wanderjahre
Wersig wurde als achtes und letztes Kind von Karl Wilhelm Wersig und seiner Frau Johanna Wersig, in Altwasser, am Fuße des Riesengebirges geboren. Sein Vater arbeitete als Kapseldreher in der Porzellanmanufaktur Carl Tielsch. Nach Abschluss der Volksschule begann er ebenfalls dort als Porzellanmalerlehrling.
Mit 16 Jahren verließ er seine Heimat und ging nach Dresden, und anschließend nach Berlin zu Familienangehörigen. Er verdiente seinen Unterhalt als Schreiber und Kellner. Dann zog es ihn weiter nach Heringsdorf an der Ostsee, in die Rheinpfalz, den Thüringer Wald und zuletzt nach Leipzig. Dort begann er 1901 ein Studium an der Kunstakademie Leipzig.
1903 wurde Wersig zum Militärdienst einberufen. 1906 arbeitete er wieder als Kellner, in Berlin (Cafe Josty), um sich eine Reise nach Italien zu ermöglichen. Auf Capri begegnete er dem Künstler und Lebensreformer Karl Wilhelm Diefenbach und verbrachte von Januar bis Juni 1907 als Lehrling bei dem Meister. Diefenbach beeindruckte ihn tief mit seinen Lebensanschauungen sowie seinem Idealismus als Naturapostel und Reformer und bestimmte sein weiteres Denken und Leben. Er konnte Diefenbach jedoch nicht kritiklos annehmen, und so ging er mit der Familie von Diefenbachs Tochter, Stella von Spaun nach Österreich. Dort lebte er die nächsten sechs Jahre, mit kleineren Unterbrechungen, in Gratwein/Steiermark und später in Michelbach (Niederösterreich). 1912 kehrte er mit der Familie von Spaun nach Capri zurück, wo er einige Monate in einer Höhle lebte und zeichnete, bis 1914 der Krieg ausbrach und er eingezogen wurde.
1916 wurde er nach einer schweren Verwundung als untauglich entlassen und konnte mit einem Stipendium (Fürst von Pleß Hans Heinrich XV., Freiherr zu Fürstenberg), in der Akademie der Bildenden Künste München 1919 unter Anleitung von Peter von Halm (Radierschule, Maltechnik) und Carl von Marr (Malerei), sein Studium beenden.

### Bürgerlicher Lebensabschnitt
In einem Schwabinger Atelier malte er Landschaften mit dem erworbenen Idealismus und seiner starken Beziehung zur Natur. 1922 heiratete er die Lehrerin Therese Scherbauer und begann den bürgerlichen Teil seines Lebens: 1924 war die Geburt seiner Tochter Hildegard Traute Wersig; 1927 der Umzug nach Freimann. Von hier aus unternahm er immer wieder Fahrten in die Berge, zum Malen und zu Studienzwecken. 1928 beschreibt Clement Novio, ein französischer Kunstkritiker der Revue Moderne, Paris, die von Bruno Wersig im Glaspalast ausgestellten Werke, folgendermaßen:

„Im Gegensatz zu anderen, modernen Malern, sucht er nicht aus der Landschaft eine ausgesprochen dekorative Malerei zu machen ... Er hat den universellen Rhythmus der Natur erfasst. Diesen Rhythmus drückt er selbst in seinen weniger anziehenden Werken aus.“

Die Natur und ihre Motive sind es, die Wersig faszinieren. Als er sich Anfang 1930 in Stuttgart aufhält, um sich mit einer Kopie von Caspar David Friedrichs Riesengebirgslandschaft  zu beschäftigen, schreibt er in einem Brief an seine Frau:

„Eine Empfindung ist in den Linien und Farben, die man als religiös bezeichnen könnte. Feierlich, bei aller Einfachheit ist die tiefe, geschlossene Naturempfindung. Mir ist dabei wieder bewusst geworden, dass ich nicht aus Liebe zur Kunst – von der man ja als junger Mensch kaum was versteht – sondern aus Liebe zur Natur, Maler geworden bin.“

### Auf der Suche
Durch eine mystische Erfahrung und die zurückkehrende Erinnerung an Diefenbach und seine Geistesgenossen begann seine Kompromisslosigkeit gegenüber seiner Familie und seiner Umgebung. Er verlangte radikale Veränderungen, befand das bürgerliche und gesellschaftliche Leben als schädlich, aß kein Fleisch mehr, rauchte nicht mehr und wollte seine Tochter aus der Schule nehmen. In seinen Bildern setzte sich jetzt vermehrt seine spirituelle Entwicklung und seine daraus resultierenden Interpretationen durch.
Bezeichnend ist die Beschreibung des Alpinen Museums, Praterinsel München, über sein Werk Wettersteingebirge:

„Wersig kommt von der Landschaft der Neuen Sachlichkeit. Die blauen Berge erinnern an die entrückten Gebirge der Weltlandschaften eines Brueghel. Wersig entwirft ein idealisiertes und entrücktes Bild der Welt.“

1930 bekam er einen vorläufigen Vormund. Seine anhaltende Kompromisslosigkeit führte schließlich 1931 mit der Begründung einer festgestellten Geistesschwäche zur Entmündigung. Er beendete seine Tätigkeit als Kunstmaler, und fühlte sich nur mehr berufen, andere Menschen aufzuklären. In dieser Zeit las und schrieb er viel.
Ab 1935 lebt Wersig allein und bis auf wenige Unterbrechungen in Waging am See. Auf der Suche nach Gesinnungsgenossen, verbrachte er einige Zeit bei Johannes Müller, einem protestantischen Theologen und Leiter einer „Freistätte persönlichen Lebens“ in Elmau. Kurzzeitig schloss er sich auch den Zeugen Jehovas an, wo er Anregungen für seine Lebensphilosophie sammelte.

## Ausstellungen

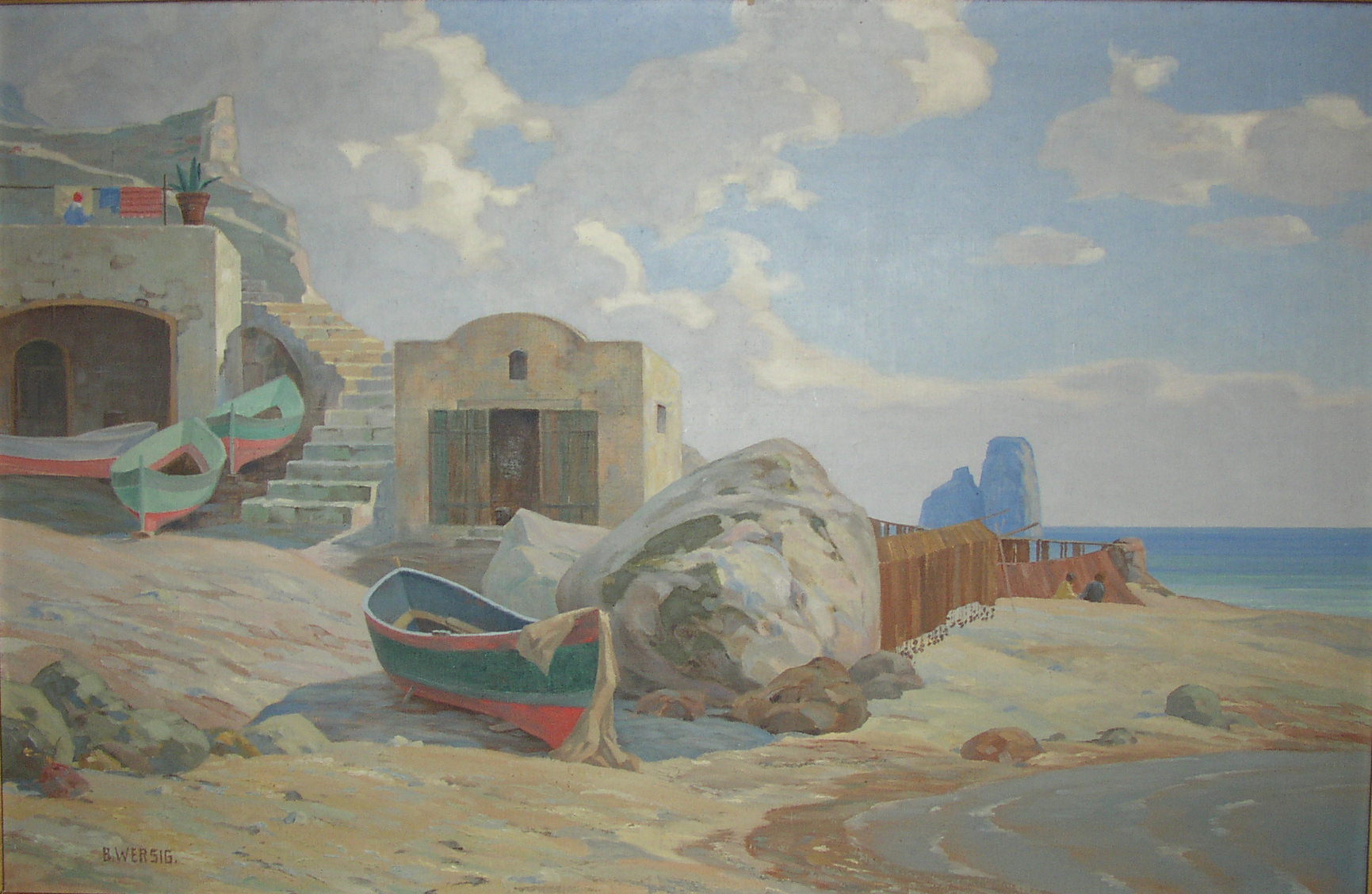
Piccola marina, Capri, von Bruno Wersig

- Als Mitglied der Münchner Künstlergenossenschaft stellte er in Kunstausstellungen im Glaspalast aus: 1923: Der Einsiedler (Öl, Kopie nach Carl Spitzweg); 1927: Osterzeit (Öl, Tempera); 1928: Berghänge (Öl), Heidehügel (Öl), Lechlandschaft (Öl); 1929: Almenmatten (Öl).
- in Darmstadt im Rahmen der Ausstellung „Blumen und Kunst“, 1928
- Kunstausstellung der Deutschen Kunstgesellschaft Lübeck, 1929
- Ausstellung mit seinem Werk Wettersteingebirge unter dem Motto: „Blut und Boden“ - Kultur, 20er/30er Jahre; im Alpinen Museum des Deutschen Alpenvereins, auf der Praterinsel München, 1999
- Im Kulturzentrum Mohr-Villa in München-Freimann, mit Gusto Gräser unter dem Titel: „aufrichtig und unentwegt geradeaus“ - Naturpropheten in Freimann. Gusto Gräser, Bruno Wersig und die Wirkung von Karl Wilhelm Diefenbach, Januar - März 2010
- Gemäldegalerie Dachau; im Rahmen der Sonderausstellung „Zauberhaftes Capri - ein Paradies für Künstler“ mit 9 Exponaten vertreten, September 2022 - März 2023

## Werke in Sammlungen und Museen

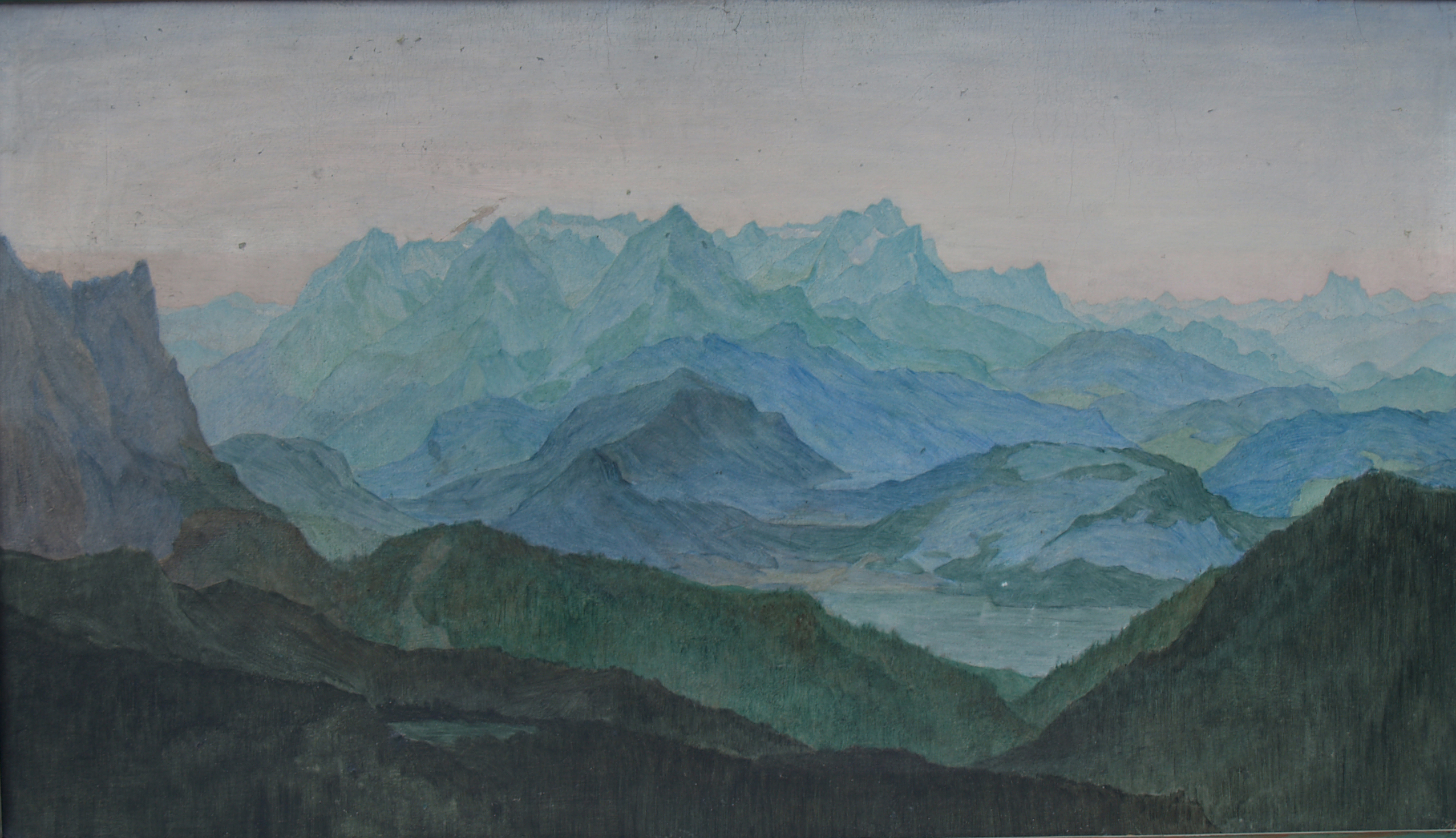
Wettersteingebirge von Bruno Wersig

- Seit 1913/14 Zeichnungen im Archiv der Albertina, Wien (Inventar-Nr. 21540 Kirche im Mondschein, 21541 Motiv aus Capri und 21542 Aufgang zur Terrasse)[6]
- Im Historischen Alpenarchiv der Alpenvereine Deutschland, Österreich und Südtirol befindet sich sein Werk Vor Sonnenaufgang im Wettersteingebirge (Öl auf Leinwand)